# Меленевський Олег Борисович
Олег Борисович Меленевський (12 листопада 1951, Новоград-Волинський, Житомирська область — січень 2008 або 15 лютого 2008, Охтирка, Сумська область або Сімферополь) — український актор. Заслужений артист України.

## Життєпис
Народився 12 листопада 1951 року у місті Новоград-Волинський Житомирської області. З 1972 — актор Кримського академічного російського драматичного театру ім. Горького. 1974 року закінчив Київський державний інститут театрального мистецтва ім. Карпенка-Карого (викладач Олександр Соломарський). У 1979—1981 роках працював у Калінінградській обласній філармонії.
Найбільш відомий за роллю в радянському фільмі «Ті, що зійшли з небес» (1986).
Помер у січні 2008 року в місті Охтирка Сумської області (за іншими даними 15 лютого 2008 року у Сімферополі).

## Ролі в театрі
| Роль          | Постановка          | Автор             |
| ------------- | ------------------- | ----------------- |
| Солоний       | Три сестри          | Антон Чехов       |
| Менахем-Мендл | Поминальна молитва  | Григорій Горін    |
| Коровйов      | Майстер і Маргарита | Михайло Булгаков  |
| Вини          | Вони були акторами  | Георгій Натансон  |
| Осип          | Ревізор             | Микола Гоголь     |
| Казарін       | Маскарад            | Михайло Лермонтов |
| Кромвель      | Королівські ігри    | Григорій Горін    |
| Ільїн         | П'ять вечорів       | Олександр Володін |

## Фільмографія
- 1986 — Ті, що зійшли з небес.
- 1989 — Аварія — дочка мента — міліціонер[3]
- 1994 — Фантом — Сичов
- 1997 — Чорноморський рейд — полковник Іван Поровський
- 2004 — Неслужбове завдання — полковник (озвучування: Вадим Андрєєв)

## Нагороди
- Заслужений артист України (1995)[4]
- Премія Автономної Республіки Крим за 2005 рік у номінації «Театральне мистецтво, телебачення, кінематографія» — за постановку вистави «Повернення Майстра та Маргарити» у Кримському академічному російському драматичному театрі ім. М. Горького[5]